# 鶴岡県
鶴岡県（つるおかけん）は、1875年（明治8年）に羽後国南部および羽前国西部を管轄するために設置された県。現在の山形県庄内地方にあたる。本項では同地域に置かれた酒田県（さかたけん）についても記す。
酒田県と称する県には、府藩県三治制の下で置かれた第1次酒田県と、1871年の廃藩置県後に行われた府県統合で設置された第2次酒田県がある。第1次酒田県は1870年に県庁を山形に移して山形県（「旧山形県」「第1次山形県」とも呼称される）となった。第2次酒田県が鶴岡県の前身にあたる。

## 沿革

### 前史：酒田県（第1次）
江戸時代、庄内地方には庄内藩およびその支藩である出羽松山藩が所在していた。戊辰戦争時、庄内藩は慶応4年/明治元年（1868年）5月26日に新政府軍に降伏。翌27日に鶴岡城が接収された。また、主要な港湾都市である酒田は新政府の管理下となり、酒田民政局が置かれた。
庄内藩には会津などへの転封も検討されたが、明治2年（1869年）7月に至り70万両の献金を条件として従来通りの庄内領有を認められた。同年9月に庄内藩は「大泉藩」に改名している。また、明治2年（1869年）には出羽松山藩が同名回避のため「松嶺藩」に改名している。
明治2年（1869年）7月20日、酒田民政局は改組され、酒田県（第1次）となった。明治2年（1869年）10月、酒田県では凶作や租税に対する不満などを背景として農民騒動「天狗騒動」が発生し、県の農民支配機構は機能不全に陥った。明治3年（1870年）9月28日、酒田県知事は免官となり、酒田県と旧山形藩領・長瀞藩領などが統合されて、山形に県庁を置く山形県（第1次）:2（地方史においては「旧山形県」とも記される）が編成された。明治4年7月14日（グレゴリオ暦: 1871年8月29日）に廃藩置県が行われ、大泉藩（旧庄内藩）と松嶺藩（旧出羽松山藩）はそれぞれ大泉県・松嶺県となった。

### 酒田県（第2次）の設置
明治4年（1871年）11月の府県統合により、庄内地方（羽前国田川郡および羽後国飽海郡）を管轄する県として酒田県（第2次）が設置され、酒田に県庁を置いた。酒田県の首脳部は旧庄内藩士が占めた。1873年（明治6年）末、酒田県（庄内地方）では、納税問題を契機としてほぼすべての村を巻き込んだ農民騒動「ワッパ騒動」が発生、改革派士族の金井質直や酒田商人森藤右衛門らの県政改革要求と結びつきながら、以後数年にわたって続いた。自由民権運動の先駆的な運動とも評される。1874年（明治7年）12月、明治政府は県首脳部を更迭するとともに県令に三島通庸を送り込み、三島は強硬策によって事態収拾を図った。

### 鶴岡への県庁移転から廃県まで
1875年（明治8年）8月31日、酒田県（第2次）は鶴岡県に改称し、県庁も鶴岡に移された。
1876年（明治9年）8月21日、鶴岡県・置賜県・山形県の3県が統合され、現代に至る山形県の枠組が定まり、庄内地方は山形県の一部となった。なお、新たな山形県の県令となったのは、旧鶴岡県令の三島通庸であった。

### 年表
- 1871年（明治4年）11月2日 - 第1次府県統合により松嶺県、大泉県が統合され、羽後国南部、羽前国西部に酒田県（第2次）が発足。県庁は飽海郡酒田（現在の酒田市）に設置。
- 1875年（明治8年）8月31日 - ワッパ騒動の影響により、県庁を田川郡鶴岡馬場町（現在の鶴岡市馬場町11-45）の旧致道館に移転して鶴岡県に改称。
- 1876年（明治9年）8月21日 - 第2次府県統合により、山形県に編入。同日鶴岡県廃止。

## 管轄地域
- 羽後国
  - 飽海郡
- 羽前国
  - 田川郡

## 歴代知事

### 酒田県（第2次）
- 1871年（明治4年）11月2日 - 1874年（明治7年）12月3日 - 参事・松平親懐（前大蔵省七等出仕、元庄内藩藩士）
- 1874年（明治7年）12月3日 - 1875年（明治8年）8月31日 - 県令・三島通庸（元薩摩藩士）

### 鶴岡県
- 1875年（明治8年）8月31日 - 1876年（明治9年）8月21日 - 県令・三島通庸（前酒田県令）